# Radio WAF-Charts
Die Radio WAF-Charts liefen über 22 Jahre bei Radio WAF (Lokalradio im Kreis Warendorf) von 1994 bis 2016. Die WAF Charts liefen wöchentlich, immer freitags bei Radio WAF. Sendestart war im März 1994, seitdem gab es jährlich 50 WAF-Charts-Ausgaben. Es war die älteste Hörerhitparade im deutschen Privatradio, die durchgängig lief.
Jede Woche gab es die Top 15 und zusätzlich 5 Neuvorstellungen. Ein Titel konnte maximal zehn Wochen in den Charts verbleiben, dann erfolgte der Zwangsausstieg. Die Top 15 wurde von den Hörern im Internet zusammengevotet. Bis 2003 mussten sogenannte Hitcards, die im Sendegebiet von den Sparkassen ausgelegt wurden, ausgefüllt werden.
Die Radio WAF-Charts liefen bei Radio WAF jeden Freitag von 20 bis 22 Uhr. In früheren Jahren wurden die Charts am Freitagabend ab 19 Uhr ausgestrahlt.
Seit Sendestart gab es zahlreiche Moderatoren, u. a. Jan-Christian Zeller, Philipp Roggenkamp, Markus Bussmann, Markus Westerbeck, Carsten Thiel und vielen weiteren. Zuletzt moderierten Simonn Pannock und Leonie Lagrange die WAF-Charts, jeweils im Wechsel.
Von 1999 bis 2001 gab es jährlich eine Radio WAF-Charts Party in der Stadthalle Ahlen. Stargäste waren u. a. Rednex, Captain Jack sowie Mr. President.
Silvester 2012 gab es eine Spezialausgabe: Die Radio WAF-Charts XXL sendeten zehn Stunden lang „die erfolgreichsten Partyhits“, moderiert von Simon Pannock und Carsten Thiel.
Im Mai 2014 feierte die Sendung mit einer Sondersendung ihr zwanzigjähriges Bestehen. Alle ehemaligen Moderatoren tauchten mit einer Grußbotschaft auf. Zu diesem Anlass gab es auch ein komplett neues Sounddesign.
Im Januar 2015 hatten die WAF-Charts einen neuen Sendeplatz erhalten. Die Sendung lief jeden Freitag von 20 bis 22 Uhr. Zuvor jeden Montag von 18 bis 20 Uhr.
Am 16. Dezember 2016 wurden die RadioWAF-Charts eingestellt. Die letzte Charts-Show war keine regulären Ausgabe. Die Moderatoren blickten auf 22 Jahre WAF-Charts zurück und spielten Nummer 1 Hits aus den 22 Jahren.